# North Utica (Illinois)
North Utica es una villa ubicada en el condado de LaSalle en el estado estadounidense de Illinois. En el Censo de 2010 tenía una población de 1352 habitantes y una densidad poblacional de 150,61 personas por km².

## Geografía
North Utica se encuentra ubicada en las coordenadas 41°21′25″N 89°0′44″O / 41.35694, -89.01222. Según la Oficina del Censo de los Estados Unidos, North Utica tiene una superficie total de 8.98 km², de la cual 8.95 km² corresponden a tierra firme y 0.03 km² (0.32 %) es agua.

## Demografía
Según el censo de 2010, había 1352 personas residiendo en North Utica. La densidad de población era de 150,61 hab./km². De los 1352 habitantes, North Utica estaba compuesto por el 98.52 % blancos, el 0.37 % eran afroamericanos, el 0.15 % eran amerindios, el 0.07 % eran asiáticos, el 0 % eran isleños del Pacífico, el 0.15 % eran de otras razas y el 0.74 % pertenecían a dos o más razas. Del total de la población el 2.74 % eran hispanos o latinos de cualquier raza.